# Plate Cove East
Plate Cove East is een plaats en voormalige gemeente in de Canadese provincie Newfoundland en Labrador. Het dorp bevindt zich op het eiland Newfoundland

## Geschiedenis
Oorspronkelijk werd bij de census de bebouwing rond Plate Cove als een enkele gemeentevrije plaats beschouwd. In 1960 werd Plate Cove East echter officieel erkend als een gemeente met de status van local government community (erkenning voor Plate Cove West volgde in 1966). In 1980 werden LGC's op basis van The Municipalities Act als bestuursvorm afgeschaft. De gemeente werd daarop automatisch een community om een aantal jaren later uiteindelijk een town te worden.
Net als vele afgelegen Newfoundlandse kustplaatsen kreeg ook Plate Cove East in de decennia erna te maken met een aanzienlijke bevolkingsdaling. Een beslissing van het provinciebestuur bepaalde dat de gemeente vanaf 1 april 2004 ophield met bestaan. Vanaf die dag was het dorp, net als buurdorp Plate Cove West, aldus opnieuw gelegen in gemeentevrij gebied.
Plate Cove East is sindsdien door de Canadese overheid wel nog erkend als een settlement (nederzetting).

## Geografie
Het dorp ligt op het schiereiland Bonavista aan de oostkust van het eiland Newfoundland. De plaats ligt zoals de naam impliceert aan het oostelijke gedeelte van Plate Cove. Dat is een kleine inham van het zuidelijke gedeelte van de grote Bonavista Bay.
Plate Cove East grenst in het zuidwesten aan Plate Cove West en in het noorden aan Open Hall-Red Cliffe. Het dorp is gelegen aan provinciale route 235. Zo'n 10 km oostelijker, eveneens aan die provinciebaan, ligt de gemeente King's Cove.

## Demografie
Kort na de erkenning van Plate Cove East woonden er 214 mensen en in 1966 piekte het inwoneraantal op 237. Daarna begon een periode van demografische achteruitgang die aanhield tot midden de jaren 70. Na een korte periode van stagnering in de jaren 80, daalde de bevolkingsomvang steeds verder. In 2021 telde de plaats nog maar 78 inwoners.
| Demografische ontwikkeling van Plate Cove East tussen 1961 en 2021   |
| -------------------------------------------------------------------- |
|                                                                      |
| Bron: Statistics Canada (1961–1986, 1991–2001, 2006–2011, 2016–2021) |